# 東京ベッド
東京ベッド株式会社（とうきょうベッド）は、東京都港区に本社を置く家庭用ベッドを取り扱うメーカー。

## 沿革
- 1928年（昭和3年）3月 - 個人経営として創業。
- 1947年（昭和22年）7月 - 株式会社を設立。
- 1961年（昭和36年）8月 - 東京ベッド製造株式会社に社名変更。
- 1968年（昭和43年）6月 - フランスベッドグループと業務提携。
- 1969年（昭和44年）6月 - 千葉工場（初代。千葉県野田市岩名1055）建設。
- 1997年（平成9年）4月 - 東京ベッド株式会社に社名変更。
- 2012年（平成24年）7月11日 - 千葉工場で火災が発生し、ほぼ全焼[2]。
- 2015年（平成27年）12月 - 新千葉工場（2代目。千葉県柏市柏インター東2-3）竣工[3]。